# Зґвалтування у шлюбі

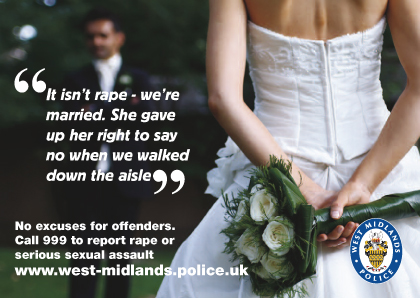
Плакат поліції Західного Мідленда 2012 року проти сексуального насильства, в якому зазначено, що шлюб - це "не виправдання"

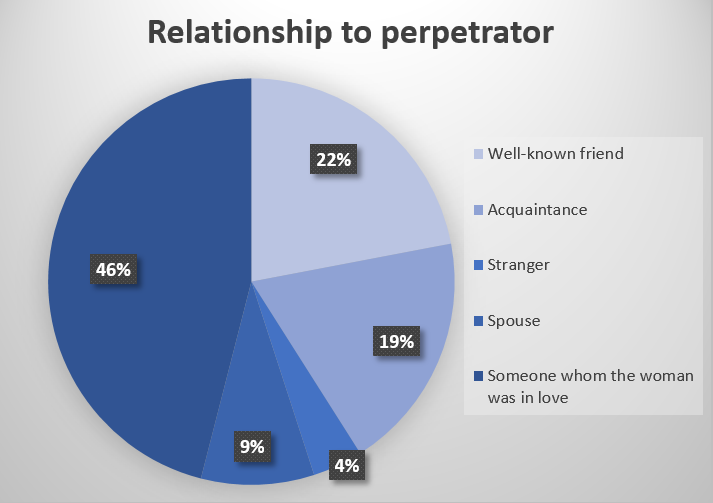
9 % ґвалтівників - законні чоловіки. Дослідження 2011

Подружнє зґвалтування або зґвалтування у шлюбі ― це секс з дружиною (чоловіком) без її (його) згоди. Відсутність згоди є найважливішим елементом і не повинна передбачати фізичного насильства. Зґвалтування в шлюбі вважається формою домашнього та сексуального насильства. Хоча історично статевий акт у шлюбі розглядався як право чоловіка, участь у цьому акті без згоди дружини сьогодні широко класифікується як зґвалтування багатьма суспільствами у всьому світі, заперечується міжнародними конвенціями та дедалі більше криміналізується.
Питання сексуального та домашнього насильства в шлюбі та сімейній одиниці, а точніше, проблема насильства проти жінок, привертають увагу міжнародної спільноти з другої половини ХХ ст. Тим не менш, у багатьох країнах зґвалтування в шлюбі або залишається поза кримінальним законодавством, або є незаконним, але широко толерується. Закони рідко виконуються через сукупність факторів, починаючи від небажання влади розслідувати статевий злочин і закінчуючи непоінформованістю громадськості про те, що секс у шлюбі без згоди є незаконним.
Зґвалтування в шлюбі часто є хронічною формою насильства, яке відбувається в аб'юзивних стосунках. Небажання криміналізувати та переслідувати зґвалтування в шлюбі пояснюється традиційними сексистськими поглядами на шлюб, тлумаченнями релігійних доктрин, уявленнями про чоловічу (як агресивну) та жіночу сексуальність (як підлеглу) та культурними очікуваннями підпорядкування дружини чоловікові ― гендерні стереотипи, які продовжують залишатися поширеними. Ці погляди на шлюб та сексуальність стали оскаржуватися в більшості західних країн з 1960-х та 70-х, особливо фемінізмом другої хвилі, що призвело до визнання права жінки на самовизначення (контроль) усіх питань, що стосуються її тіла.
Більшість країн криміналізували зґвалтування в шлюбі з кінця ХХ ст. і далі ― дуже мало правових систем дозволяло переслідувати зґвалтування в шлюбі до 1970-х. Криміналізація відбувалась різними шляхами, включаючи усунення передбачених законом винятків із визначень зґвалтування, судових рішень, чітке посилання на законодавство у статутному законодавстві, що перешкоджає використанню шлюбу як захисту, або створення конкретного злочину ― зґвалтування в шлюбі. У багатьох країнах досі незрозуміло, чи охоплюється зґвалтування в шлюбі звичайними законами про зґвалтування, але в деяких країнах воно може охоплюватися загальними статутами, що забороняють насильство, такими як закони про напади та побої.

## Історія: жінка як власність
Історично склалося, що в більшості країн світу, зґвалтування розглядалося як злочин, що полягав у крадіжці жіночої сексуальності як чоловічого майна (майном розпоряджались, як правило, чоловік або батько). У цьому випадку майнова шкода означала, що злочин юридично не визнавався таким, що завдає шкоди жертві, а натомість майну її батька чи чоловіка. Тому за визначенням чоловік не міг зґвалтувати свою дружину. Крім того, американське та англійське право до ХХ ст. мало систему таємниці, тобто юридичну доктрину, згідно з якою після одруження юридичні права жінки підпадали під права її чоловіка. Наслідком було те, що після одруження чоловіка більше не можна було звинуватити в зґвалтуванні.
У США законне підпорядкування дружини чоловікові було повністю припинено справою Кірхберг проти Феєнстра, 450 США, справа Верховного суду, в якій суд визнав закон глави та магістра Луїзіани, який одноосібно контролював майно подружжя, неконституційним. Багато юрисдикцій, включаючи всі п'ятдесят штатів США, до 90-х років ХХ ст. передбачали криміналізацію зґвалтування в шлюбі. Англійське загальне право мало великий вплив на багато правових систем світу завдяки колоніалізму.
Керсті Ілло в пролозі «Розуміння зґвалтування в шлюбі в глобальному контексті» стверджує: «У деяких культурах згода ― це навіть не те, що може дати окрема дружина. Сім'ї, які уклали шлюб, гарантують постійну згоду». Контроль сексуальності дружини був лише частиною посиленого контролю, який чоловіки мали у всіх інших сферах. Контроль чоловіка над тілом своєї дружини міг бачитися також у перелюбі між дружиною та іншим чоловіком; наприклад, у 1707 р. англійський лорд-суддя Джон Холт описав вчинення чоловіком сексуальних стосунків з дружиною іншого чоловіка як «найвище вторгнення у власність». З цієї причини в багатьох культурах існував взаємозв'язок між злочинами зґвалтування та подружньої зради, оскільки обидва розглядалися і розумілися як порушення прав чоловіка.
У деяких культурах шлюб організований з метою створення доступу до дітонародження (Yllö, 2016 р.). У цих ситуаціях сторони не обов'язково дають згоду на шлюб (у разі примусового шлюбу) (Yllö, 2016). Дотримуючись цієї логіки, якщо згода не є частиною шлюбу, вона не потрібна й для статевого акту. Автономія дружини також часто порушується в культурах, де платять ціну за наречену. Відповідно до звичаєвого права в деяких районах Африки примусовий секс у шлюбі не заборонявся, хоча деякі конкретні обставини, такі як секс під час вагітності, безпосередньо після пологів, під час менструації або під час трауру за померлим близьким родичем, були визнані такими, що дають дружині право відмовитись від сексу.
До останніх десятиліть зґвалтування до останніх десятиліть розумілося як злочин проти честі та репутації ― не лише у внутрішньому законодавстві, а й у міжнародному праві; наприклад, згідно зі статтею 27 четвертої Женевської конвенції, «жінки повинні бути особливо захищені від будь-якого нападу на їх честь, зокрема від зґвалтування, примусової проституції або будь-якої форми непристойного нападу». Лише в 1990-х статут МКС визнав злочини сексуального насильства жорстокими злочинами проти особи; «Лише до останнього півстоліття зґвалтування розумілося не як злочин проти жінки, проти її гідності, а проти честі її родини чи її чоловіка».

### Шлюб після зґвалтування
У різних культурах шлюб після зґвалтування неодруженої жінки історично трактувався як «вирішення проблеми». У деяких країнах простої пропозиції одружитися з людиною, яку зґвалтували, є достатнім для звільнення винуватця від кримінального переслідування. Хоча закони, що звільняють злочинця, якщо він одружується зі своєю жертвою після зґвалтування, часто асоціюються з Близьким Сходом, такі закони були дуже поширені у всьому світі до другої половини ХХ століття. Наприклад, ще в 1997 році такі закони мали 14 латиноамериканських країн, хоча більшість із цих країн зараз їх скасували. 
Одним із прецедентів відмови зґвалтованої вступати в шлюб зі злочинцем і натомість вимагати його покарання, який набув широкого розголосу, стала справа Франки Віоли.

## Юридична артикуляція злочину

Криміналізація зґвалтування у шлюбі (2021)
Подружнє зґвалтування криміналізовано
Подружнє зґвалтування не криміналізоване
"Подружнє зґвалтування" не криміналізоване, але чоловік може бути покараний, якщо він застосовує насильство (і залякування), щоб вступити в статевий зв'язок зі своєю дружиною
Правовий статус незрозумілий

В багатьох культурах існувала концепція подружнього права на статеві стосунки між собою. Це видно з англійського загального права, що діє в Північній Америці та Британській Співдружності, де саме поняття зґвалтування в шлюбі трактувалось як неможливість.

### Феміністична критика в 19 ст.
З початку феміністичного руху 19 ст. активістки кидали виклик передбачуваному праву чоловіків на примусовий секс зі дружинами. Суфражисти, включаючи Елізабет Кеді Стентон і Люсі Стоун, «виділили право жінки контролювати подружні стосунки як основну складову рівності».
Феміністичні вимоги 19 ст. зосереджувались на праві жінок контролювати своє тіло та репродукцію, позиціонували згоду в подружніх сексуальних стосунках як альтернативу контрацепції та абортам (проти чого багато хто виступав), а також сприймали євгенічні занепокоєння щодо надмірного продовження роду. Британські ліберальні фемініст/ки Джон Стюарт Мілль і Гаррієт Тейлор-Мілль розглядали зґвалтування в шлюбі як подвійний стандарт у законодавстві та як центральну ланку підпорядкування жінок.
Прихильники та прихильниці руху за вільне кохання, включаючи ранніх анархо-феміністок, таких як Вольтерін де Клейр та Емма Гольдман, а також Вікторія Вудхолл, Томас Лоу Ніколс та Мері Гоув Ніколс, приєдналися до критики зґвалтування в шлюбі для захисту суверенності жінок. Мойсей Харман, видавець із штату Канзас, який захищав права жінок, був двічі ув'язнений за законами Комстока за публікацію статей (про жінку, яка стала жертвою злочину, і лікаря, який лікував жертв зґвалтування в шлюбі), засуджуючих зґвалтування в шлюбі. Де Клейр захищав Хармана у відомій статті «Сексуальне рабство». Вона відмовилася проводити різницю між зґвалтуванням поза шлюбом і всередині нього: «А це зґвалтування, коли чоловік примушує жінку до сексу, незалежно від того, чи має він закон про це чи ні».
Бертран Рассел (удостоєний Нобелівської премії з літератури 1950 р.) у своїй книзі «Шлюб і мораль» (1929) висловив жаль з приводу становища одружених жінок. Він писав: «Шлюб є для жінки найпоширенішим способом існування, і загальна кількість небажаних статевих контактів, перенесених жінками, напевно, більша в шлюбі, ніж у проституції».

### Криміналізація XX та XXI ст.
З 1960-х років феміністки систематично працювали над тим, щоб заборонити зґвалтування в шлюбі та криміналізувати його. Посилення криміналізації зґвалтування чоловіком є частиною всесвітньої рекласифікації сексуальних злочинів «із злочинів проти моралі, сім'ї, добрих звичаїв, честі чи цнотливості... на злочини проти свободи, самовизначення або фізичної цілісності». У грудні 1993 року Верховний комісар з прав людини ООН опублікував Декларацію про усунення насильства проти жінок. Вона визначає зґвалтування в шлюбі як порушення прав людини.

## Фізичні та психологічні збитки
Зґвалтування з боку чоловіка, партнера чи колишнього партнера частіше пов’язане з фізичним насильством. Дослідження в дев'яти країнах ЄС показало, що нинішні або колишні партнери були винуватцями близько 25% усіх сексуальних нападів, і що частіше нападали колишні (50% випадків) та поточні партнери (40%), ніж незнайомі люди або недавні знайомі (25%). Дослідження наслідків зґвалтування в шлюбі є проблематичним, оскільки практично неможливо знайти достатню вибірку дружин, які зазнали сексуального насильства, але також не зазнавали фізичних нападів з боку чоловіка.
Хоча зґвалтування незнайомцем є надзвичайно травматичним, як правило, це разова подія, і це чітко розуміється як зґвалтування. У випадку зґвалтування чоловіком чи довгостроковим партнером історія стосунків впливає на реакцію постраждалої. Дослідження показують, що зґвалтування в шлюбі може нанести більший емоційний та фізичний збиток, ніж зґвалтування незнайомцем. Фінкельхор та Ілло зауважили у своєму дослідженні, проведеному в Бостоні 1985 року:
«Коли жінку зґвалтує незнайомий чоловік, вона повинна жити з лякаючою згадкою. Коли її зґвалтує чоловік, вона повинна жити з ґвалтівником».
Зґвалтування в шлюбі може відбуватися як частина сімейного насильства. Травма, пов’язана із зґвалтуванням, додає ефекту від інших жорстоких дій або образливих та принизливих розмов. Крім того, сімейне зґвалтування рідко буває разовою подією: воно повторюване, якщо не систематичне. Незалежно від того, відбувається це один раз або є частиною усталеного зразка домашнього насильства, травма зґвалтування має серйозні довгострокові наслідки для потерпілих, незалежно від того, притягується до кримінальної відповідальності аб'юзер чи ні. 
На відміну від інших форм зґвалтування, коли потерпіла може вийти з компанії ґвалтівника і більше ніколи не взаємодіяти з ним, за зґвалтування в шлюбі жінка часто не має іншого вибору, як продовжувати жити з чоловіком: у багатьох частинах світу розлучення дуже важко отримати, або воно дуже стигматизоване. Незалежно від того, чи були жінки змушені вступити в шлюб зі своїм ґвалтівником, чи шлюб був укладений до початку насильства, багато жертв залишаються в хронічно жорстоких стосунках. Хоча існує багато причин, за якими жертви зґвалтування в шлюбі залишаються у своїх шлюбах, одна з важливих причин полягає в тому, що розлучення може бути важко отримати та/або зазнати стигматизації (Kwiatowski, 70). Одним із бар'єрів, який утримує жертв у шлюбі, є сором і почуття провини, які вони відчувають внаслідок сімейного зґвалтування (Bergen, 2016), або загальні табу навколо сексуальності (Kwiatkowski, 2016) (Torres, 2016). Нарешті, деякі жінки не класифікують зловживання як зґвалтування в шлюбі через захисний механізм, щоб могти пережити зловживання (Menjívar, 2016).

## Проблеми притягнення до відповідальності
Криміналізація зґвалтування в шлюбі не означає, що ці закони виконуються. Відсутність обізнаності громадськості, а також небажання або відмова влади від кримінального переслідування є загальним явищем у всьому світі. Наприклад, в Ірландії, де зґвалтування в шлюбі криміналізоване у 1990, до 2016 було засуджено лише двох осіб за зґвалтування в шлюбі. Крім того, гендерні ролі, які ставлять дружин у покірне становище, ускладнюють жінкам розпізнання подружнього зґвалтування або впевненість у тому, що це буде розглянуто правоохоронними органами.
Інша проблема випливає із існуючих соціальних норм. Для того, щоб будь-який закон був успішно реалізований, дії, які він забороняє, повинні сприйматися суспільством як образливі та гідні догани. Таким чином, навіть якщо юрисдикція приймає закони проти зґвалтування в шлюбі, ці закони найчастіше ігноруються, оскільки зґвалтування не вважається соціально злочином. Наприклад, у Малі немислимою для жінки вважається відмова від сексуальних вимог чоловіка; зґвалтування в шлюбі розглядається як інцидент, спровокований дружиною, яка відмовилася виконувати свій обов'язок: наприклад, одне опитування показало, що 74% жінок в Малі заявили, що чоловік може побити дружину, якщо вона відмовиться від сексу з ним. В Америці соціально визнані мізогінні погляди жінок сприяють зростанню кількості випадків жорстокого поводження з боку чоловіка та зменшенню кількості засуджених за зґвалтування.
Хоча в останні роки деякі країни Африки прийняли закони проти зґвалтування в шлюбі, на більшості частин континенту примусовий шлюбний секс не є кримінальним злочином. У звіті Хьюман Райтс Вотч за 2003 рік зазначається: «За невеликим винятком, по всій Африці зґвалтування в шлюбі не визнається злочином, а домашнє насильство розглядається як право одружених чоловіків». Прийнятність домашнього насильства в більшості африканських країн дуже висока: опитування показали, що відсоток жінок у віці 15–49 років, які вважають, що чоловіка можна виправдати за побиття своєї дружини за певних обставин, становить, наприклад, 87% у Малі, 86% у Гвінеї, 80% у Центральноафриканській Республіці, 79% у Південному Судані. Хоча зараз більшість країн Африки приймають закони проти домашнього насильства, соціальні норми ускладнюють виконання цих законів; і багато жінок не знають про свої права: наприклад, в Ефіопії в результаті опитування лише 49% жінок знали, що побиття дружин є незаконним (згідно з Кримінальним кодексом у 2004 році). Відсутність юридичного та соціального визнання зґвалтування в шлюбі в Африці зазначається як ускладнення боротьби з ВІЛ.

## В Україні
Закон забороняє зґвалтування чоловіків чи жінок, але не виокремлює зґвалтування у шлюбі чи домашнє насильство. Суди можуть використовувати закон проти «примусового сексу з матеріально залежною особою» як підставу для переслідування зґвалтування у шлюбі.

## Насильство дружини над чоловіком
Хоча більшість досліджень зосереджені на дружинах як жертвах зґвалтування в шлюбі, чоловіки також його зазнають. Існує небагато досліджень, присвячених конкретній ситуації сексуальних стосунків між дружиною та чоловіком без згоди, але факти свідчать, що 13% ―16% чоловіків заявліють про те, що є жертвами нападу з боку подружніх партнерок (Tjaden and Thoennes, 2000). Дослідження, проведені Морсом (1995), Штраусом (1977-1978), і Штраусом і Геллесом (1985), припускають, що чоловіки та жінки мають майже однакові щорічні показники віктимізації насильства з боку подружжя або партнера (Tjaden and Thoennes, 2000). В одному дослідженні, яке розглядало життєвий досвід насильства у шлюбі та спільному житті, було виявлено майже однаковий рівень віктимізації серед чоловіків та жінок (Tjaden and Thoennes, 2000). Однак ця статистика передає більшу тему насильства з боку партнерів і не відображає показники зґвалтування в шлюбі. Ці дані можуть не відображати реальної картини шлюбного насильства, оскільки жінки набагато рідше заявляють про будь-яке, особливо сексуальне, насильство щодо себе, ніж чоловіки.